# Cimitero monumentale di Bonaria
Il cimitero monumentale di Bonaria si trova a Cagliari, nel quartiere omonimo. Utilizzato tra il 1829 e il 1968, il cimitero, che occupava originariamente un'area alla base del colle di Bonaria, si estese nei successivi ampliamenti fino alla sua cima. L'ingresso principale si trova in piazza Cimitero, mentre un ingresso secondario è in via Ravenna, dietro la basilica di Bonaria.
Diversi personaggi illustri trovarono sepoltura a Bonaria: tra i più noti si ricordano il canonico archeologo Giovanni Spano, il tenore Piero Schiavazzi, il generale Carlo Sanna, il calciatore Gigi Riva, lo storico sindaco di Cagliari Ottone Bacaredda e l'architetto Francesco Giarrizzo, autore della facciata della Cattedrale di Cagliari.

## Storia
L'attuale cimitero sorge su un'area utilizzata come necropoli già dai punici, dai romani e dalle prime comunità cristiane di Cagliari; a testimonianza di ciò restano diverse grotte scavate nella roccia calcarea del colle, utilizzate anticamente come sepolture, dove sono stati ritrovati numerosi reperti archeologici oggi conservati nel museo di Bonaria.
Il cimitero di Bonaria venne costruito nel 1828 ad opera del capitano del Genio militare Luigi Damiano e aperto dal 1º gennaio 1829. Trent'anni dopo venne ampliato su progetto di Gaetano Cima.
Il viaggiatore francese Gaston Vuiller, a Cagliari nel 1890, nel suo libro Les îles oubliées: les Baléares, la Corse et la Sardaigne, impressions de voyage (pubblicato nel 1893), riporta le impressioni derivate dalla visita al camposanto cagliaritano. Scrisse Vuiller: "Qui i monumenti funerari sono di rara ricchezza. Bianche statue simboliche appaiono attraverso i cipressi neri e gli enormi mazzi di fiori, le corone, portate in occasione della recente festa dei morti, hanno conservato parte della loro freschezza. Non c'e niente di funebre in quest'asilo. Si può finanche credere che il culto eccessivo con cui si onorano i defunti ha per causa veritiera la passione per il lusso e l'orgoglio dello sfoggio. Le statue sono manierate: tale, per esempio, questa giovane donna, vestita con la ricercatezza più estrema, che si lancia, le mani giunte, incontro ad un morto rimpianto, raffigurato da un busto. Le iscrizioni funerarie, di stile ampolloso, sono incise con lettere d'oro, od in rosso, su cartelli di marmo bianco. E tutto questo profana la pace delle tombe. Non si ha il cuore stretto, in mezzo a tutta quest'orpellatura, in codesto luogo superficiale, per il pensiero dell'ora delle ultime separazioni. Il più umile, il più solitario dei cimiteri di paese s'addice maggiormente agli amari pensieri del brusco distacco, dell'eterna separazione, e per dirla con una parola: alla morte."
Dal 1968 le sepolture si effettuano solo nel Cimitero di San Michele, aperto nel 1940; attualmente vengono permesse solo sepolture in cappelle private o in loculi acquistati prima del 1968. Il cimitero monumentale di Bonaria, col suo ricco patrimonio storico e artistico, versa attualmente in stato di degrado.

## Descrizione

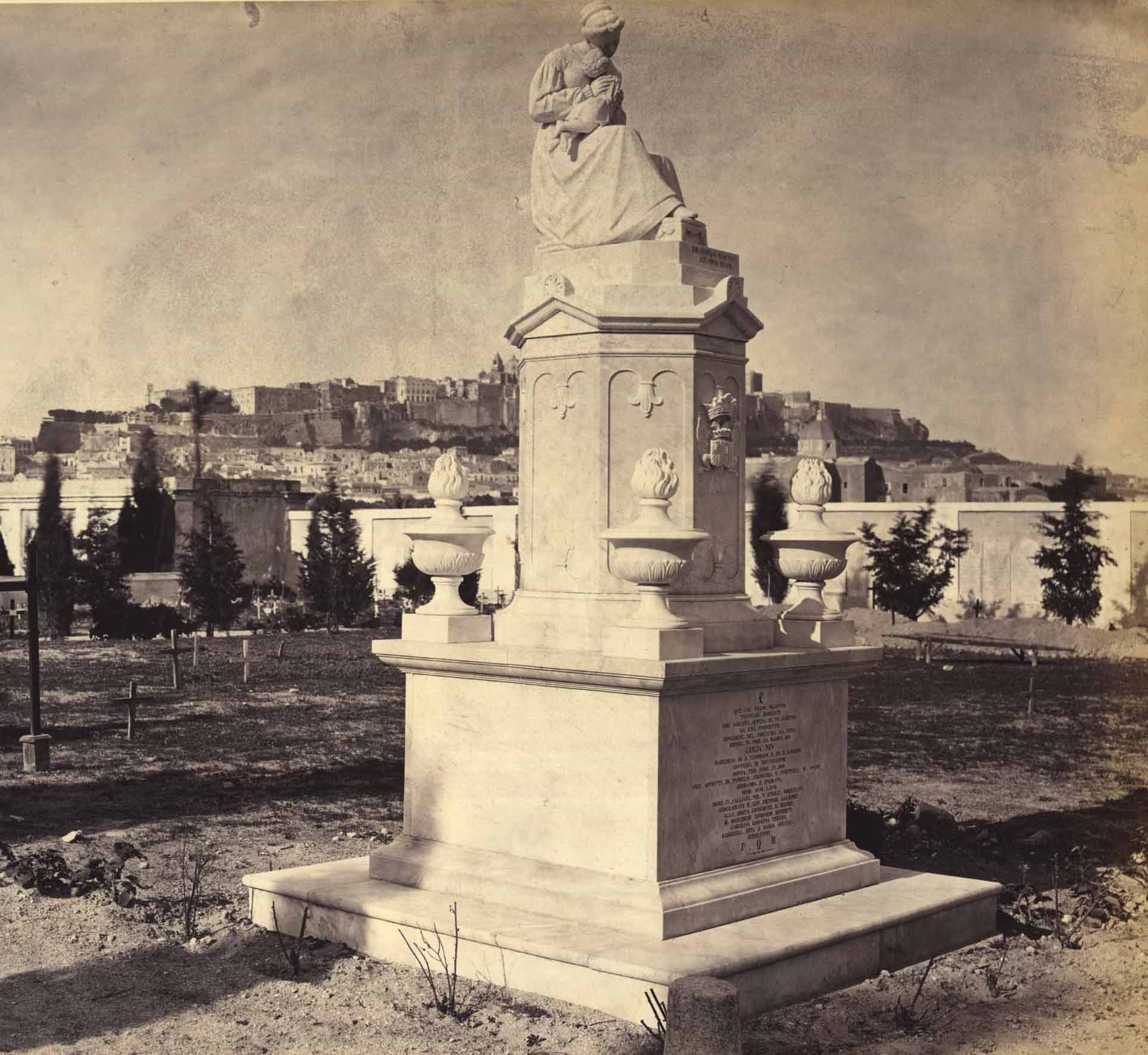
Monumento alla marchesa Luigia Nin; sullo sfondo si intravede un panorama di Cagliari, in cui si riconosce la collina del Castello

La parte più antica del cimitero è costituita dalla zona pianeggiante posta alla base del colle, disposta lungo il muro di cinta del viale Cimitero. Quest'area è organizzata in settori quadrangolari. Al centro si trova la cappella, in stile neoclassico, attorno alla quale si dispone il settore destinato alle sepolture dei bambini. I successivi ampliamenti portarono l'area cimiteriale ad estendersi fino alla cima del colle. Al cimitero si accede attualmente dall'ingresso principale, di recente costruzione, ubicato nel piazzale situato all'angolo tra il viale Cimitero e il viale Bonaria, edificato sul luogo dove sino al 1929 sorgeva la chiesa romanica pisana di Santa Maria de Portu Gruttis, detta anche di San Bardilio, risalente al XII secolo. Un altro accesso si trova nella parte alta del cimitero, dietro la Basilica, mentre diversi cancelli, generalmente chiusi, si aprono lungo il viale Cimitero.
Il cimitero di Bonaria contiene numerose testimonianze artistiche e le tombe di importanti personaggi, tra cui quelle del sindaco di Cagliari Ottone Bacaredda, dello storico Pietro Martini, del canonico e archeologo Giovanni Spano (le cui spoglie riposano in una tomba da lui stesso ideata e realizzata col reimpiego di reperti archeologici). Interessanti i monumenti funebri e le cappelle realizzate tra la fine del XIX e l'inizio del XX secolo da artisti quali Giuseppe Sartorio, Tito Sarrocchi, Cosimo Fadda, Andrea Ugolini, Emanuele Giacobbe, Giovanni Pandiani e altri, in cui si trova una grande varietà di gusti e stili, dal neoclassico al Liberty, passando per il realismo e il simbolismo.

### Ingresso e quadrati di San Bardilio
L'attuale ingresso principale, con gli attigui alloggi del custode, vennero eretti nel 1985, destando non poche polemiche, dovute al dubbio gusto della pesante struttura cubica in calcestruzzo armato. Superato l'ingresso, sulla sinistra, si trova il muro, parallelo a quello di cinta, in cui trovano posto le lapidi di numerosi giovani soldati, morti nella prima guerra mondiale. Di fronte, seguendo il muro di cinta, si arriva alla cappella della famiglia Chapelle (1910) in cui trova posto un'imponente statua marmorea del profeta Ezechiele, opera del valsesiano Giuseppe Sartorio.

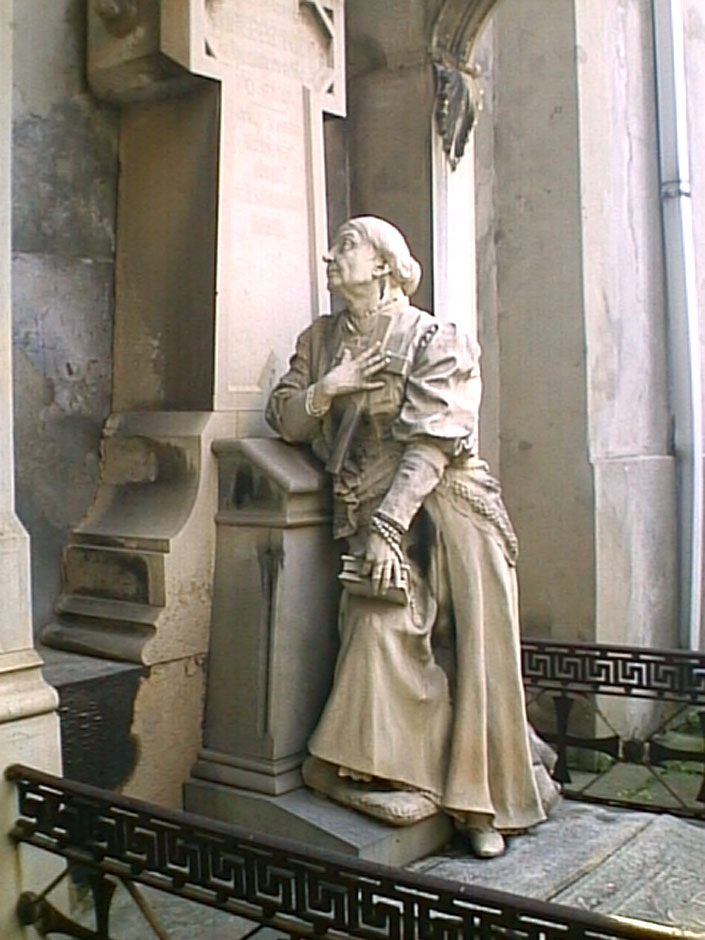
Statua di donna nel monumento all'avvocato Giuseppe Todde

A destra dell'ingresso si trova invece un'area in pendio dove si trovano numerose cappelle e monumenti immersi nella vegetazione. Quest'area è delimitata sul lato sinistro dal viale Generale Sanna, così detto perché conduce alla tomba del generale Carlo Sanna, che comandò la Brigata Sassari durante la prima guerra mondiale. Il generale, morto nel 1928, riposa insieme alla moglie in un semplice sepolcro in granito rosa, opera di Filippo Figari. Vicino si trova il monumento a Francesca Warzee, moglie di un imprenditore belga, costituito da un gruppo scultoreo eseguito da Giuseppe Sartorio nel 1894, in cui è rappresentato un bambino (il figlio della defunta) mentre solleva la coperta che ricopre la madre, distesa su un letto, chinato come se volesse baciarle il viso.
Oltre il muro con le tombe dei caduti nella prima guerra si passa ai cosiddetti "quadrati di San Bardilio", ovvero due aree quadrangolari che prendono il nome dall'antica chiesa che sorgeva in questa zona sino al 1929. Le mura che delimitano i quadrati ospitano, tra le altre, la tomba di Ottone Baccaredda (1849 - 1921), celebre sindaco di Cagliari, promotore della costruzione del Palazzo Civico e del Bastione di Saint Remy. Anche la tomba dello storico Pietro Martini (1800 - 1866) aveva qui la sua collocazione e vi sarà ricollocata quando termineranno i lavori di restauro che interessano la parete che la ospitava. Nella parete di fondo, che segue il muro di cinta, si aprono otto arcate a tutto sesto che introducono ad altrettante cappelle di famiglia, alcune di esse fatiscenti. Interessante la cappella Birocchi - Berola, col soffitto ornato da nuvole e angeli in gesso e la cui parete di fondo è coperta da una tenda marmorea, scostata nel mezzo da un angioletto che, col dito della mano destra davanti alla bocca, sembra voler intimare il silenzio (sculture di Giuseppe Sartorio). La cappella Calvi ospita, oltre alle sculture del Sartorio, dipinti dell'artista riminese Guglielmo Bilancioni. Di fronte alla cappella Calvi è posto il monumento all'avvocato Giuseppe Todde, eseguito dal Sartorio nel 1897, caratterizzato dalla statua di una donna orante posta alla base di una stele cruciforme sormontata dal busto che ritrae il defunto.

### Campo santo vecchio e ampliamenti del 1835 e 1858

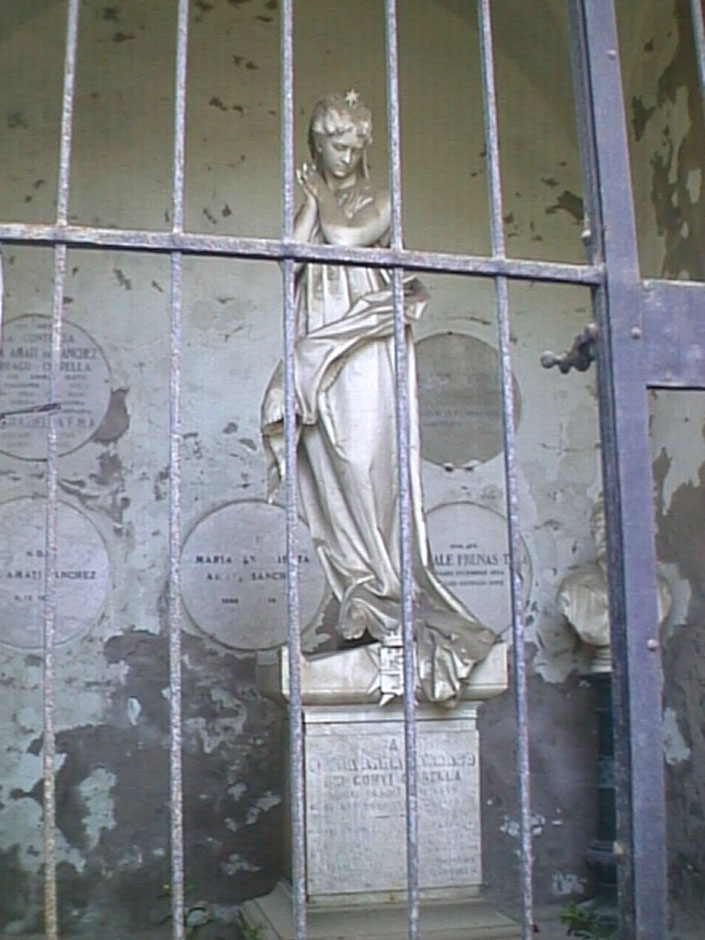
Monumento a Maria Anna Barrago dei conti Ciarella

Oltre i quadrati di San Bardilio, tra la cappella e la porzione di muro di cinta in cui si apre l'antico ingresso principale, sono disposti i quattro quadrati che costituiscono il nucleo originario del campo santo. I quadrati ospitano sepolture a terra, con alcuni monumenti piuttosto rovinati, tra cui si trova quello posto sulla tomba di Giovanni Marghinotti (1798 - 1865). Degno di nota è il Genio alato sulla tomba di Giuseppina Ara dei conti Ciarella, scolpito da Agostino Allegri nel 1870. Il monumento al banchiere parigino Camille Victor Fevrier, opera di Giuseppe Sartorio del 1898, è costituito dal busto marmoreo del defunto sovrastato da un tendaggio sostenuto in alto da un angioletto.
Nelle mura che delimitano l'area del campo santo vecchio si dispongono cinquantuno cappelle, tra cui alcune appartenenti ad arciconfraternite cittadine, come la cappella dell'Arciconfraternita dei santi Giorgio e Caterina dei Genovesi (con sede nella omonima chiesa parrocchiale di Monte Urpinu), riconoscibile dallo stemma di Genova che campeggia all'esterno. Tra le cappelle di famiglia, quella della famiglia Barrago custodisce il monumento a Maria Anna Barrago dei conti Ciarella, scolpito nel 1880 da Giovanni Battista Villa, costituito da una bella statua marmorea della donna, morta a trentacinque anni. La cappella Nurchis ospita il monumento dedicato a Jenny Nurchis, del 1884, scomparsa in giovane età, la cui statua marmorea, opera dello scultore Giuseppe Sartorio, rappresenta la donna vestita secondo la moda dell'epoca, in abiti resi dall'artista molto realisticamente, con grande attenzione per i particolari. Di un certo interesse è anche la cappella Cugia, con diverse sculture, tra cui il busto del colonnello Francesco Cugia, opera di Tito Sarrocchi, il monumento al generale Efisio Cugia e il gruppo scultoreo che rappresenta Caterina e Speranza Cugia, opere di Giovanni Pandiani.

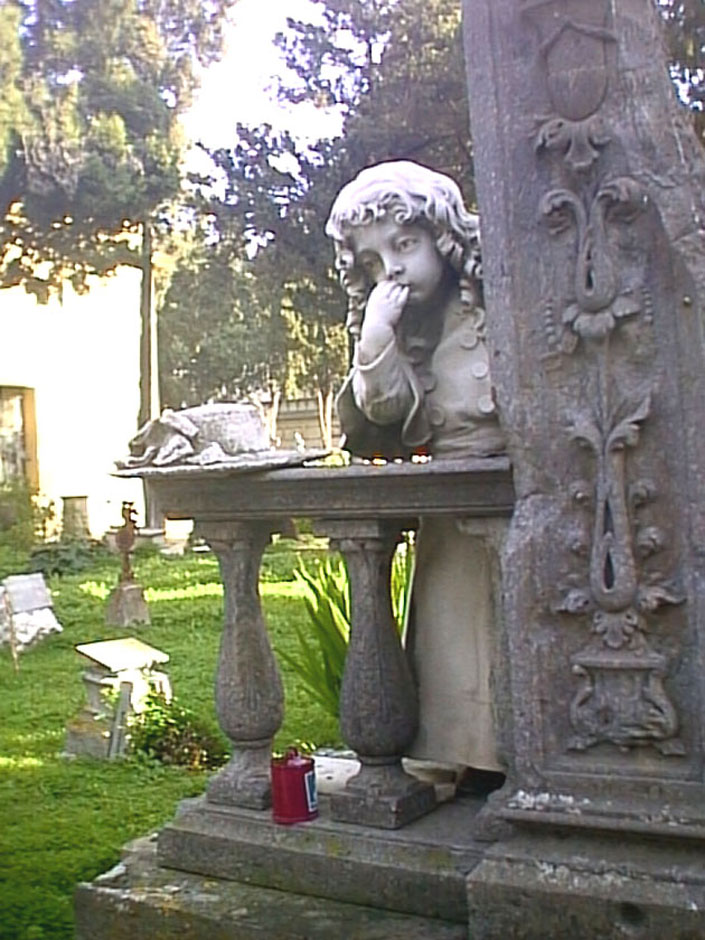
Monumento a Maria Ugo Ortu

In fondo al campo santo vecchio, in asse con l'ex ingresso principale, si trova il piccolo complesso costituito, al centro, dalla cappella, affiancata ai lati da due ambienti, anticamente utilizzati rispettivamente come cappella sepolcrale per gli arcivescovi di Cagliari (tra i sepolcri di interesse storico, quello del Primate mons. Paolo Maria Serci Serra, molto venerato da tutti, ivi sepolto insieme al nipote mons. Igino Maria Serci Vaquer, Vescovo di Ozieri) e come obitorio. La cappella, in stile neoclassico, è dotata di facciata costituita da un timpano sostenuto da due coppie di lesene ai lati. Alla parete del retro della cappella si addossa il sepolcro dell'archeologo Giovanni Spano che, come dice l'iscrizione in latino, venne ideato dallo stesso Spano quando era ancora in vita. La tomba è costituita da un sarcofago romano rinvenuto dallo Spano proprio nella necropoli di Bonaria. Il sarcofago, retto da quattro colonne, è sormontato dal busto marmoreo che ritrae il defunto, opera di autore ignoto.
Le aree ai lati e dietro la cappella sono occupate dai nove quadrati disposti negli ampliamenti dal 1835 al 1858. I quadrati più vicini alla cappella vennero destinati alla sepoltura dei bambini piccoli e contengono alcuni monumenti di forte impatto emotivo, come la scultura sulla tomba di Maria Ugo Ortu (morta all'età di due anni circa), composta da una semplice struttura architettonica, costituita da una stele spezzata a cui si affianca una breve balaustra (in trachite scura di Serrenti), dietro la quale è collocata una statua marmorea raffigurante la bambina, vestita di tutto punto, nell'atto di salutare chi sta oltre la balaustra (che simboleggia il confine fra la vita e la morte). L'opera venne realizzata nel 1891 dal Sartorio.

### Vecchio e Nuovo Campo Palme
Il Vecchio e il Nuovo Campo Palme (nome che deriva dalla presenza di questo tipo di piante) sono due settori, anch'essi organizzati in zone quadrangolari, frutto degli ampliamenti effettuati tra il 1858 e il 1906 che fecero raggiungere al cimitero l'attuale espansione verso nord. I due Campi sono tra i peggio conservati del cimitero, fatto che ha portato alla decisione di trasferire temporaneamente diverse salme al cimitero di San Michele.
Il nuovo Campo Palme, detto anche Orto delle Palme, si dispone nella zona in cui il muro di cinta di viale Cimitero e il muro di cinta a nord formano l'angolo. I monumenti che occupano i sei quadrati sono quasi tutti risalenti al primo trentennio del Novecento. Fa eccezione la lastra tombale sul sepolcro del militare francese Alexandre Charles Perrégaux (1791 - 1837). L'uomo venne ferito durante la spedizione di Costantina e morì il 9 novembre 1837 mentre la nave che lo riportava in patria sostava al porto di Cagliari. La salma di Perrégaux venne in un primo momento sepolta vicino al lazzaretto di Sant'Elia e successivamente traslata a Bonaria.

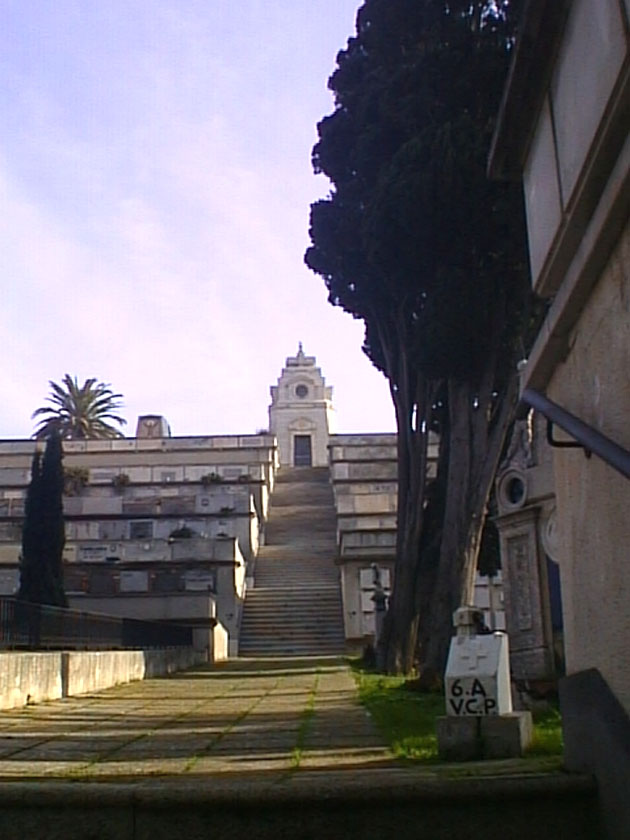
La cappella della famiglia Faggioli in cima a una delle ripide scalinate che conducono alla parte alta del cimitero

A est, verso la parte alta del cimitero, si dispone il vecchio Campo Palme, diviso in sei quadrati, attorno ai quali si dispongono diverse cappelle. Uno dei quadrati venne destinato alle sepolture dei non cattolici e molte delle tombe che lo occupano furono qui trasferite dall'ex cimitero degli acattolici, detto "Cimitero degli Inglesi" che, fino al 1895, si trovava in via XX Settembre. Le cappelle di famiglia che si affacciano nel vecchio Campo Palme versano in gran parte in stato di abbandono e degrado, malgrado alcune ospitino interessanti sculture. All'interno di una cappella si trova la lapide che indica la tomba dell'artista Tarquinio Sini, morto a Cagliari nel 1943.

### Zona alta
La zona alta del cimitero, in cima al colle di Bonaria, ospita diversi filari di loculi e ossari, posti lungo il muro di cinta est e nelle pareti disposte ad esso parallele. Qui trovò sepoltura il beato Nicola da Gesturi, successivamente posto in un sarcofago nella chiesa dei Cappuccini, dove attualmente riposa. Qui si trovano anche le tombe del tenore Piero Schiavazzi e del prefetto Francesco Domenico De Lorenzo, la cui lapide è ornata da una scultura di Pinuccio Sciola.
Nella parte alta del cimitero si trovano anche alcune cappelle. La prima ad essere edificata in cima al colle, nel 1898, fu quella della famiglia Onnis Devoto, ad opera di Giuseppe Sartorio. La cappella Faggioli, situata al centro rispetto alla scalinata, ospita tre importanti tele di Filippo Figari, datate 1921.
Interessante anche la cappella della famiglia Larco, progettata sempre da Filippo Figari nel 1922. All'interno è custodita una tela, dipinta dallo stesso Figari, raffigurante la Deposizione. La tela suscitò polemiche per la crudezza con cui l'artista dipinse la scena sacra: Giuseppe di Arimatea è rappresentato come un becchino intento a scavare una fossa, la Maddalena appare discinta e il corpo di Cristo è rigido e livido.

## Epitaffi
- "Pittore esimio - D'animo leale d'auri costumi - Prediligeva la patria e ne era ornamento - Accademico di San Luca e dell'Albertina - Ebbe insegne d'onore dalle corti di Torino e Madrid - Provò amica la fortuna avversi gli uomini - Visse né agiato né felice - Nato a Cagliari a dì 17 Gennajo 1798 - Compianto da tutti - Morì nel dì 20 Gennajo 1865 - Gli amici - Innalzarono questa lapide"

L'iscrizione, ormai poco leggibile, si trova sul semplice monumento al pittore Giovanni Marghinotti. Il testo dell'iscrizione è riportato dallo Spano nella sua Storia del cimitero di Bonaria.
- "Cattivo! perché non ti risvegli?!"

L'iscrizione accompagna il monumento funebre a Efisino Devoto, opera del Sartorio risalente al 1887, collocato nella cappella Devoto, che si affaccia nell'area del vecchio camposanto. La statua rappresenta un bambino, Efisino, che, seduto su una seggiola, sembra dormire.
- "Pietro Magnini - da Gravedona sua patria - con doviziosa dote - volontà mente cuore - trasse in Sardegna - ove - dalla sua benefica indole - largamente propiziati - ubertosi frutti coglieva - quando di feroci armati predoni - addì 27 giugno 1876 - in età d'anni 40 - ne' pressi di Urzulei - sotto immani colpi - periva"

L'iscrizione accompagna il monumento funebre agli ingegneri Pietro Magnini e Ottone de Negri, collocato nell'area nel vecchio campo santo. I feroci armati predoni citati nell'iscrizione erano banditi che assalirono e uccisero i due uomini nelle campagne di Urzulei, dove si trovavano per i lavori di costruzione dell'Orientale sarda. Il monumento, opera del 1876 di Giacomo Bonati, recava rappresentato in un bassorilievo l'episodio dell'uccisione dei due uomini da parte dei banditi, raffigurati vestiti in abiti tipicamente sardi. La forte caratterizzazione etnica data ai banditi destò molte polemiche, tante che lo scultore si vide costretto a eliminare le immagini dei banditi dal bassorilievo, che da allora presenta scolpiti solamente i due ingegneri su di un calesse.

## Elenco delle tombe e dei monumenti di maggior interesse
- Muro di cinta a sinistra dell'ingresso principale
  - Lapide di Giulia Zucca Licheri (1904); bassorilievo marmoreo in stile Liberty di Giuseppe Sartorio. Iscrizione: "Passasti come un'alba di dolore. Un sorriso, uno schianto pei tuoi genitori e fratelli".
  - Lapide di Sara Collu (1905); decorazioni marmoree in stile Liberty e grande foto della defunta. Attualmente la lastra risulta scomparsa.
  - Lapide dei coniugi Giorgio (morto nel 1900) ed Efisia (1925) Brinetti; angelo bronzeo di Giuseppe Sartorio.
  - Lapide di Ettore Vassallo (1913); stile Liberty, artista Giuseppe Sartorio.
  - Lapide dei coniugi Gaetano Medda (1920) e Anna Maria Medda Gianoglio (1906); stile Liberty, artista Giuseppe Sartorio.
  - Lapide di Maddalena Cao Piredda (1909); bassorilievo marmoreo, artista Giuseppe Boero.
  - Lapide di Antonietta Vodret (1908); ritratto marmoreo, opera di Cosimo Fadda.
  - Lapide dei coniugi Giovanni (1907) e Bernarda (1890) Medici; incorniciata da un ramo d'edera in bronzo, artista Enrico Geruggi.
  - Cappella della famiglia Chapelle (1910); tendaggio dipinto stile Liberty e statue marmoree di Giuseppe Sartorio.
- Quadrati di San Bardilio
  - Monumento alle sorelle Zaira (25 settembre 1903 - 27 luglio 1911) e Fedora (3 novembre 1909 - 5 febbraio 1911) Carta; opera di Enrico Geruggi.
  - Monumento ad Alfredo Mossa (1889 - 1910); opera di Enrico Geruggi.
  - Monumento a Joseph (4 settembre 1931 - 7 luglio 1936) e Tonina (6 aprile 1929 - 7 luglio 1936) Curreli; statua marmorea raffigurante un bambino orante.
  - Monumento ad Antonietta e Peppino Atzeri; statua bronzea di bambino, opera di Pier Enrico Astorri.
  - Cappella Canevari
  - Cappella Guidetti; busti marmorei, artista Enrico Geruggi.
  - Cappella Pani; lapide di Gilda Pani Orrù con bassorilievo bronzeo (1907) realizzato da Andrea Valli.
  - Cappella Boero; angelo marmoreo seduto su un sarcofago, collocato tra due colonne.
  - Cappella Birocchi - Silvetti - Berola; Sculture in marmo e stucco, artisti Giuseppe Sartorio e Giovanni Battista Trojani.
  - Cappella Calvi; elementi scultorei di Giuseppe Sartorio e dipinto murale di Guglielmo Bilancioni.
  - Monumento a Giuseppe Todde (1897); edicola, statua di donna orante, stele cruciforme con il busto del defunto, in marmo, opera di Giuseppe Sartorio.
- Nucleo originario del Camposanto
  - Monumento a Giovanni Marghinotti (1798 - 1865); stele marmorea con iscrizione, di artista ignoto.
  - Monumento ad Antonietta Todde Perra (1879); gruppo scultoreo (angelo e la defunta con i figli) in marmo, opera di Ambrogio Celi.
  - Monumento a Vittorio Raspi (1881); sculture marmoree (statua di donna con una corona di fiori, busto del defunto su colonna e basamento cubico), artista Ambrogio Celi.
  - Monumento a Eulalia Cheirasco Loy (1892); in marmo, scultura di donna velata su obelisco, artista Cosimo Fadda.
  - Monumento ad Anna Rosalia Doglio (1863); stele in ghisa di autore ignoto.
  - Monumento a Giuseppina Ara dei conti Ciarella (1870); statua marmorea di genio alato, raffigurato nell'atto di spargere fiori, artista Agostino Allegro.
  - Monumento ad Efisio Gastaldi (1881); busto marmoreo di Ambrogio Celi.
  - Monumento ad Enrico Serpieri (1872); attorno al monumento sono altorilievi con raffigurazioni allegoriche e momenti della vita del defunto, artista Sisto Galavotti.
  - Monumento ad Attilio Serpieri (1867); obelisco e genietto marmorei, ritratto del defunto dipinto su rame opera da Guglielmo Bilancioni.
  - Monumento a Enerino Birocchi (1893); cippo sul quale si trova la statua di un bambino seduto, protetto da una struttura cupolata in ferro battuto; artista Giovanni Battista Trojani.
  - Monumento a Cimbro Serpieri (1863); cippo sovrastato da una colonna spezzata, di artista ignoto.
  - Monumento a Carlo Thorel; statua marmorea raffigurante una religiosa dell'ordine Vincenziano con un bambino in braccio, di artista ignoto.
  - Monumento a Luigi Rogier (1864); busto marmoreo, opera di Giovanni Albertoni, su basamento di Andrea Ugolini. Iscrizione: "Qui giace - Luigi Rogier - Il 5 8bre 1805 nato a Parigi - il 13 8bre morto a Cagliari - Dove per coltura di mente - Probità operosità - Segnalato valore - nell'arte e scienza del commercio - Si procacciò i favori della fortuna - L'amore dei retti cittadini - Volatane oltremare - La buona fama - Perciò fu console in Sardegna - Pei re del Belgio e della Danimarca - E dal primo onorato - Della croce di Leopoldo".
  - Monumento a Pietro Magnini e Ottone de Negri (1876); artista Giacomo Bonatti.
  - Monumento a Camille Victor Fevrier (1876); busto del defunto su colonna, sormontato da un angelo reggicortina, in marmo, artista Giuseppe Sartorio.
  - Monumento a Marina Bellegrandi (1888); statua marmorea realizzata da Giuseppe Sartorio.
  - Monumento a Adelina e Ersilia Sbragia, gruppo scultoreo in marmo, realizzato da Giuseppe Sartorio.
  - Monumento alle sorelle Elisa e Angelina Mulas (1897); gruppo scultoreo in marmo, raffigurante le due bambine che danzano, opera di Giovanni Battista Trojani.
  - Monumento a Zelina Farra (1900); sarcofago coperto da un tendaggio sollevato da un angelo, di Giuseppe Sartorio.
  - Monumento ad Antonio Viganigo; sarcofago sormontato dal busto del defunto.
  - Monumento a Giulia Cheirasco (1859); cippo sormontato da figura femminile appoggiata a una croce, di artista ignoto.
  - Monumento ai coniugi Giulia Demartis e Erminio Vicini (1884); gruppo scultoreo, sostenuto da cippo marmoreo recante ritratti in altorilievo, artista ignoto.
  - Cappella Barrago; monumento a Maria Anna Barrago (1880), statua marmorea opera di Giovanni Battista Villa.
  - Cappella Saggiante; busto del cavalier Giacomo Saggiante, opera di Giovanni Battista Villa.
  - Cappella Serra; mezzo busto marmoreo del senatore Francesco Maria Serra (1890), di Cosimo Fadda.
  - Cappella Nurchis; mezzo busto di Antonio Nurchis (1884), opera di Giuseppe Sartorio; monumento a Jenny Nurchis (1884), gruppo scultoreo in marmo, raffigurante la defunta inginocchiata davanti a una croce, realizzato dal Sartorio, con l'iscrizione: "Buona e confidente Jenny spenta anzi tempo da crudeli disinganni ti sia refrigerio nella tomba sconsolata l'affetto immenso e inestinguibile di chi non può mentire. La madre Giuseppina Nonnis in Nurchis pose."; monumento ad Amina Nurchis, angelo marmoreo sotto una croce, realizzato da Adolfo Celi, con l'iscrizione: "Ad Amina Nurchis Nonnis diciasettenne rapita all'amore dei parenti il XIX Febbraio MDCCCLXXXIV. A XV anni - Compagna ed emula dell'amata sorella - meritò la licenza ginnasiale - Primo esempio in Sardegna - Di quanto possano negli studi - Mente e cuore di donna."
  - Cappella Aru; stile neorinascimentale, progettata da Dionigi Scano, contiene pannelli in terracotta dorata di Giuseppe Sartorio e decorazioni pittoriche di Antonio Ghisu.
  - Cappella Manca; sculture marmoree, realizzate tra il 1893 e i primi anni del XIX secolo, da Giovanni Battista Trojani.
  - Cappella Spano; crocifisso.
  - Cappella Cugia di Sant'Orsola; busto di Francesco Cugia, opera di Tito Sarrocchi, busti di Efisio e Litterio Cugia, realizzati da Giovanni Pandiani, gruppo scultoreo in stile verista raffigurante Caterina e Speranza Cugia, del Pandiani.
  - Cappella Asquer di Flumini (1830); altare in marmi policromi.
  - Cappella Rossi; monumento a Salvatore Rossi (1866) di Federico Vanelli e busto di Francesco Rossi del Soldini.
  - Cappella Fercia; mezzo busto marmoreo di Angelo Fercia (1915), opera di Giovanni Battista Trojani.
  - Cappella Vignolo; mezzo busto marmoreo realizzato dal Trojani.
  - Cappella Serra di Santa Maria; statua marmorea di bambina (1890), artista Giuseppe Sartorio.
  - Cappella Gaetano Piredda Rais; scultura di donna distesa su una bara e tre mezzi busti.
  - Cappella Fadda; due mezzi busti.
  - Cappella Loddo; statue di bambini.
  - Cappella Picinelli; due mezzi busti, artisti Ciniselli e Trojani.
  - Cappella Onnis Devoto; monumento a Giovanni Devoto (1883), opera di Giovanni Battista Villa, e monumento a Efisino Devoto (1887), opera del Sartorio.
  - Cappella Zedda Cocco; monumento in bronzo e marmo realizzato da Andrea Valli nel 1908.
  - Cappella Cao Pinna; monumento ai bambini Margherita, Cornelia, Gerolamo, Salvatore Cao Carruccio, con l'iscrizione:"Qui riposano - Margherita, Cornelia - Gerolamo, Salvatore - Cao Carruccio - Da morbo difterico - Tratti l'un - Dopo l'altro - Alla tomba - Nei primi 20 giorni - Dell'anno 1876".
  - Cappella Pernis; monumento con donna orante ai piedi di una croce, con rocce intorno sulle quali sono scolpiti i nomi dei defunti, di Giuseppe Sartorio, fine XIX secolo.
- Area attorno e dietro l'Oratorio (I e II terrazza)
  - Tomba di Giovanni Spano; ideata dallo stesso Spano, è costituita da un sarcofago romano, sostenuto da quattro colonne, sormontato dal busto del defunto.
  - Monumento alle sorelle Letizia e Pinuccia Mauri (1891); costituito da un'edicola, dove era originariamente collocata un'immagine marmorea della Madonna, verso la quale si protendono due statue di bambine, artista Giuseppe Sartorio.
  - Monumento a Maria Ugo Ortu (1891); stele e balaustra in trachite e statuina marmorea di bambina, realizzato dal Sartorio.
  - Monumento a Elisa Mossa (1907); scultura marmorea del Sartorio.
  - Monumento a Mariuccia; scultura marmorea del Sartorio.
  - Monumento a Giuseppe Meloni (1917); stele con bassorilievo marmoreo, raffigurante un giovane nudo che posa una corona d'alloro sopra il ritratto del defunto, realizzato da Giuseppe Sartorio, con l'iscrizione:"In memoria - Del tenente dottor - Giuseppe Meloni - Caduto gloriosamente - Combattendo sul Carso - Il XXIV Maggio XCMXVII"
  - Monumento ad Alberto Nieddu Tola; statua di angelo davanti a una croce.
  - Monumento ai figli di Beatrice Boy; statua marmorea di bambina, artista Giovanni Battista Trojani.
  - Monumento ai coniugi Luigia Nin di San Tommaso e Edmondo Roberti (1869); in stile classico, costituito da due basamenti, uno quadrangolare e uno ottagonale, sopra il quale si colloca una scultura marmorea raffigurante una donna con in braccio un bambino, opera di Emanuele Giacobbe
  - Monumento a Gastone Ciprietti (1916); statua marmorea del Sartorio.
  - Lapide di Efisio Lai Marini (1876); in marmo, con iscrizione:"Efisio Lai Marini - Negoziante da Cagliari - Visse anni 76 - Morì nel 23 giugno 1876 - La moglie e figli - Dolenti - P(osero)".
  - Lapide di Bartolomeo Bozino (1868); in marmo, con iscrizione:"Al diletto consorte Bartolomeo Bozino - Morto li 11 settembre 1868 in età di anni 61 - Negoziante probo sagace ed operoso - Già presidente del tribunale di commercio - E consigliere del comune - Eugenia Bolongaro - P Q M".
  - Lapide di Eugenia Bolongaro (1869); "A Eugenia Bolongaro - Vedova di Bartolomeo Bozzino - Nata in Stresa Lago Maggiore - Che per dieci lustri domiciliata in Cagliari - Ove con onesta mercatura prosperò sua fortuna - E morì il 22 ottobre 1869 d'anni 64 - La sorella ed i nipoti dolenti - Ricordando sue virtù e beneficenze - Pregano riconoscenti l'eterna pace".
  - Tomba di Gaetano Cima; lapide semplice con epitaffio
  - Monumento a Giovanni Battista Viale (1877); artista Giovanni Battista Villa.
- Vecchio Campo Palme
  - Quadrato degli acattolici
  - Lapide di Giuseppe Costa (1911)
  - Lapide di Nicolò Pugliese (1909); artista Enrico Geruggi.
  - Cappella Cadeddu; crocifisso.
  - Cappella Filippo Birocchi; statua di donna piangente a lato di un sarcofago e busti marmorei.
  - Cappella Baffico; altare marmoreo.
  - Cappella Manurita Pintor Lay: tomba di Gioacchino Pintor Lay (1907), teologo domenicano, con statua di san Domenico.
  - Cappella Azara; mausoleo marmoreo, costituito da un sarcofago sormontato da una colonna che regge un busto, con angioletti attorno, artista Giuseppe Sartorio.
  - Cappella Borgini Petazzi; monumento a Vittoria Borgini Petazzi (1899), con statua di donna inginocchiata che bacia la veste di un angelo, opera del Sartorio.
  - Cappella Cambazzu; lampadario.
  - Cappella Campus Serra; monumento ad Antonio Campus Serra (1932), cippo con iscrizione: "Qui le spoglie mortali di Antonio Campus Serra: ebbe tutti i vizi, non ebbe alcuna virtù, ma non mancò mai di parola, ne mendicò favori".
  - Cappella Murgia Tanda; Deposizione in gesso di Pietro Morittu (1914) e tomba di Tarquinio Sini.
- Nuovo Campo Palme
  - Tomba di Giovanni Rigoldi, capo cannoniere della Regia Marina (1927); colonna con foto del defunto sormontata da una corona d'alloro.
  - Monumento a Vincenzo Pisano Batzella (1924); angelo marmoreo che regge un lume.
  - Monumento ai fratelli Carlo e Domenico Mondino; angioletto marmoreo.
  - Monumento ai coniugi Renato (morto nel 1971) e Luigia (1991) Ancis; statua di Cristo che porta la croce.
  - Tomba di Alexandre Charles de Perregaux (1838)
- Zona alta del cimitero
  - Cappella Onnis Devoto (1898); stile eclettico, artista Giuseppe Sartorio.Ritratti bronzei di Michele Floris Thorel e Sofia Frau Floris, situati nella cappella Floris Thorel, opera di Luigi Contratti (1891)

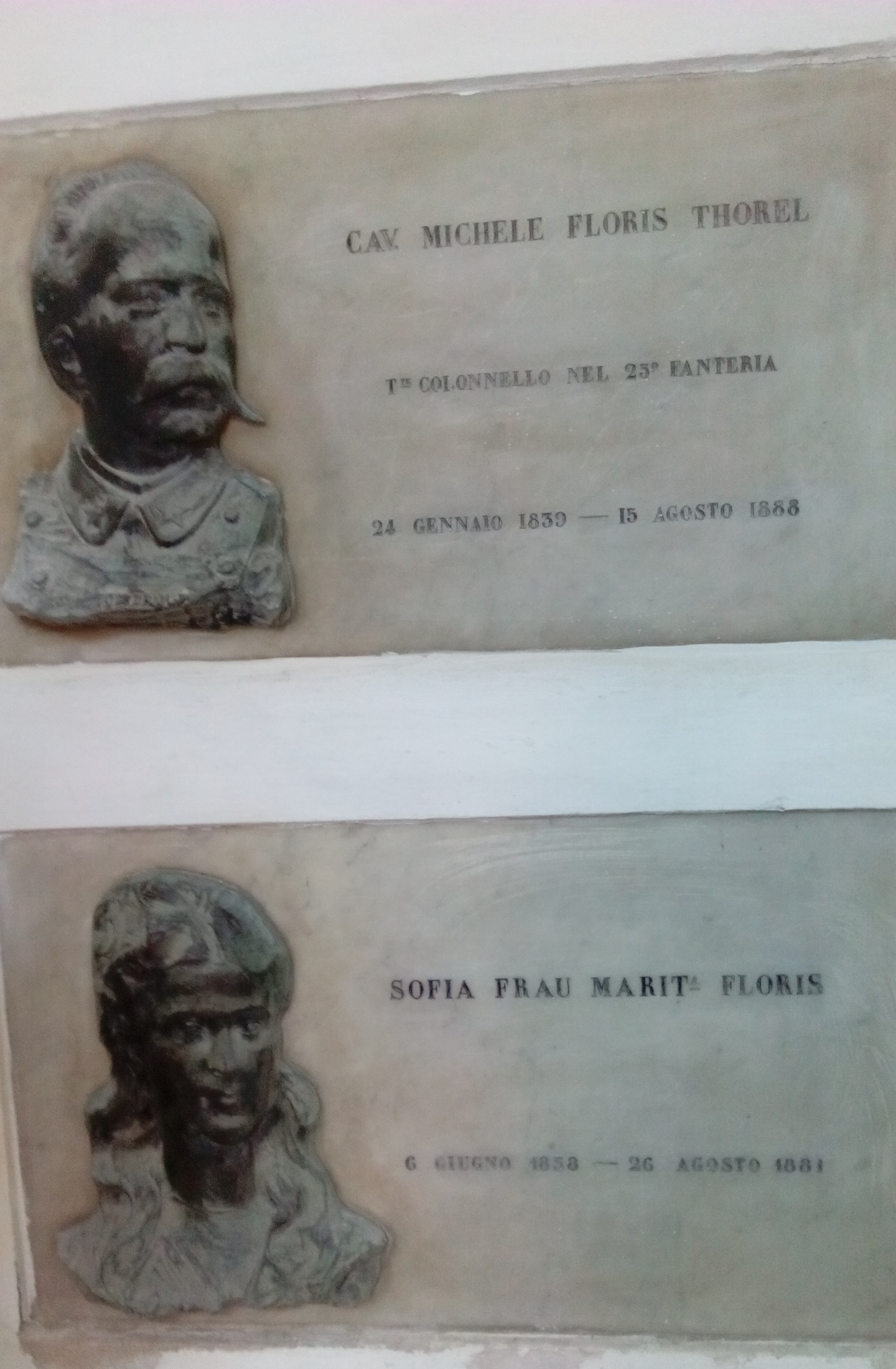
Ritratti bronzei di Michele Floris Thorel e Sofia Frau Floris, situati nella cappella Floris Thorel, opera di Luigi Contratti (1891)

  - Cappella Larco (1921); ideata da Filippo Figari, all'interno Deposizione del Figari.
  - Cappella Saggiante.
  - Cappella Zedda; elementi in stile egizio, sculture in marmo e bronzo di Andrea Valli (1908).
  - Cappella Faggioli; dipinti del Figari (1921).
  - Cappella Setti; stile Liberty, all'interno sculture del Sartorio.
  - Lapide di Francesco Domenico De Lorenzo, scultura di Pinuccio Sciola (2015).
- Salita a destra dell'ingresso principale (Viale Generale Sanna e area alla sua destra)
  - Monumento a Francesca Crobu Warzee (1894); gruppo scultoreo in marmo, artista Giuseppe Sartorio.
  - Tomba famiglia Magnini Galeazzo; busto di Galeazzo Magnini e angelo bronzei, artista Andrea Valli.
  - Monumento al generale Carlo Sanna e alla moglie Adele Dessì (1928); in granito rosa, artista Filippo Figari.
  - Sacrario della Società degli Operai; busto di Stefano Rocca (1888).
  - Cappella Floris Thorel; ritratti bronzei di Michele Floris Thorel e Sofia Frau Floris (1891), artista Luigi Contratti.
  - Tomba famiglia Serreli (1954); stile Liberty.
  - Mausoleo Castelli, con annesso Sacrario della Società dei Reduci delle Patrie Battaglie o Fratellanza Militare; stile neoclassico, facciata in trachite, con timpano retto da colonne, all'interno due busti marmorei.
  - Monumento a Alduccio Solinas (1907); bassorilievo marmoreo del Sartorio.
  - Cappella Leone Cao.
  - Monumento a Margherita Sommaruga (1915); bassorilievo bronzeo di Andrea Valli.
  - Monumento ad Annina Gianeri in Rossi (1973); Deposizione in bronzo di Franco D'Aspro.
  - Monumento famiglia Manunta; Angelo del silenzio marmoreo di Francesco Ciusa (1914).
  - Monumento a Giovanni Falconi e la moglie Anna Maria Ritzu. Medaglioni scolpiti a mezzo busto. Scultore ignoto (1900).